# Himalayaleycesteria
Himalaya-Leycesteria (Leycesteria formosa) er en løvfældende busk med en opret vækst og hule skud. 

## Beskrivelse
Barken er først blåligt lysegrøn med et tyndt vokslag, derefter bliver den blank og grøn, og til sidst kan gamle grene få en bark, som er sortbrun og revnet. Knopperne er lysegrønne, lange og meget smalle, og de sidder modsat. Bladene er ægformede med større eller mindre bredde og med hel eller tandet rand. Oversiden er græsgrøn og først fint behåret, men senere hårløs, mens undersiden er lysegrøn. 
Blomstringen foregår i juni-september, hvor man finder blomsterne samlet i ende- eller akselstillede aks. For hvert af de rødviolette højblade har standen en krans af 5-tallige, svagt uregelmæssige blomster med sammenvokset kronrør og frie, hvide (eller sjældnere: purpurrøde) kronblade. Frugterne er runde, purpurrøde bær med mange frø.
Rodsystemet er kraftigt og består af stive rødder. Planten skyder nye grene fra rodkronen, hvis den fryser helt ned.
Højde x bredde og årlig tilvækst: 1,50 x 1,00 m (30 x 20 cm/år).

## Hjemsted
Arten hører oprindeligt hjemme i det nordlige Indien, Bhutan, Burma og det vestlige Kina, men den er naturaliseret mange andre steder, bl.a. i England, Australien, New Zealand og i Makaronesien. Den er knyttet til halvskyggede til skyggede og fugtige voksesteder, ofte som underskov i 1.500-3.000 m højde. 
I det beskyttede naturområde Kangchenjunga i distriktet Taplejung, som ligger i det nordøstlige Nepal, findes arten i blandede skove sammen med bl.a. afghan-pære, afghansk snabelkalla, almindelig perlekurv, almindelig taks, almindelig valnød, Alnus nepalensis (en art af el), flere arter af anemone, bl.a. Anemone rivularis og Anemome vitifolia, Asarum himalaicum (en art af hasselurt), bjergskovranke, blå lærkespore, Corylus ferox (en art af hassel), buskpotentil, Daphne retusa (en art af dafne), engstorkenæb, forrestløn, Fraxinus floribunda (en art af ask), Gaultheria fragrantissima (en art af bjergte), himalayabirk, himalayahavtorn, himalayahæg, himalayaildtorn, himalayakristtorn, himalayalærk, himalayarøn, himalayasyren, indisk jordbær, kantet berberis, kinesisk hortensia, kranskonval, kugleprimula, Lonicera myrtillus (en art af gedeblad), omeirose, pragtædelgran, Quercus glauca (en art af eg), Rhododendron campanulatum og Rhododendron griffithianum (arter af rododendron), rosa valmuesøster, rød kæmpestenbræk, Sarcococca hookeriana (en art af kødbær), skarlagensalvie, skovsyre, smuk pieris, smuk spiræa, småbladet dværgmispel, storblomstret kæmpelilje, studenternellike, syrisk rose, tibetansk perlekurv, tibetansk valmuesøster, tibettræ, tårefyr, tårepil og ægte kryddermynte

## Note
1. ↑  International Centre for Integrated Mountain Development: Kanchenjunga Conservation Area Arkiveret 24. november 2010 hos  Wayback Machine (engelsk)